# Todestrieb
In der klassischen psychoanalytischen Theorie ist der Todestrieb der Drang zu Tod und Zerstörung, der sich häufig in Verhaltensweisen wie Aggression, Wiederholungszwang und Selbstzerstörung äußert. Es wurde ursprünglich 1912 von Sabina Spielrein in ihrem Aufsatz „Die Destruktion als Ursache des Werdens “ vorgeschlagen, der dann 1920 von Sigmund Freud aufgegriffen wurde in Jenseits des Lustprinzips.
Mit dem Todestrieb führte Sabina Spielrein einen der  umstrittensten Begriffe in die Theorie der Psychoanalyse ein. Der Todestrieb – oft auch im Plural die Todestriebe – bildet den Gegenpol zu den Lebenstrieben (Eros). Freud selbst betonte, dass es sich bei seinen Überlegungen zum Todestrieb um „weitausholende Spekulation“ handelte.
Später wurde dieser Trieb oft auch als Thanatos bezeichnet (mit der Gegenüberstellung „Eros und Thanatos“), wobei hier der griechische Todesgott Thanatos als Namensgeber fungierte.

## Allgemein
Sabina Spielreins Arbeit war wegweisend für das Verständnis des Todestriebs. In ihrer Dissertation "Die Destruktion als Ursache des Werdens" führte sie den Todestrieb ein, den Freud später in "Jenseits des Lustprinzips" weiterentwickelte. Sie argumentierte, dass Zerstörung und Tod wesentliche Bestandteile für die Entstehung und Entwicklung neuer Lebensformen sind. Später entwickelte Freud das Konzept des Todestriebs in "Jenseits des Lustprinzips" weiter. Er sieht diesen als Drang, das Leben in den Zustand des Unbelebten, der Starre und des Todes zurückzuführen. Freud versteht den Wiederholungszwang  als Ausdruck des Todestriebs, als Bestreben des Subjekts nach Erhaltung und Stillstand, was sich im ritualisierten Handeln der Zwangsneurose zeigt.
Im anthropologischen Konzept der Psychoanalyse handelt es sich beim Todestrieb um einen dem Lebenstrieb bzw. der Libido entgegengesetzten Trieb. Während der Eros nach Zusammenhalt und Vereinigung tendiere, strebe der Todestrieb nach Auflösung dieser Einheit, nach Verstreuung und Auflösung von Bindung. Im Normalfall gehen laut Freud Todes- und Lebenstrieb jedoch eine Vermischung ein, sofern etwa zu einer gesunden sexuellen Beziehung immer auch eine aggressive Beimischung gehöre, um den Partner zu „erobern“. Die Störung des Gleichgewichts der beiden Tendenzen führe zu psychischer Erkrankung.

## Regression
Der Wunsch nach Vernichtung des Lebendigen kann sowohl auf das Subjekt selbst als auch auf andere Personen gerichtet sein. Im ersten Fall nimmt der Todestrieb die Form der Autoaggression oder der Regression an, idealtypisch als Wunsch nach einer Rückkehr in den Mutterleib, also einen pränatalen (vorgeburtlichen) Zustand. Regression kann sich aber auch in der fetischistischen Faszination für unbelebte Dinge ausdrücken, in extremen Fällen bis hin zur Nekrophilie und Koprophilie. Freud bringt den Todestrieb schließlich auch mit dem analen Charakter in Verbindung.

## Aggression
Richtet sich der Todestrieb auf andere Menschen, äußert er sich in einem Destruktionstrieb, dem Wunsch zur Zerstörung und Verletzung Anderer, in abgeschwächter Form etwa in der sexuellen Spielart des Sadomasochismus. Doch Aggression muss nicht immer zerstörerisch sein – oft dient sie gerade der Erhaltung des Lebens, dem Tod also entgegengewirkt, zum Beispiel im Verteidigungskrieg, und generell in Defensivmaßnahmen. Zudem kann destruktive Triebenergie – über den Umweg der Sublimierung – auch in produktive, etwa künstlerische Tätigkeiten umgewandelt werden.

## Krieg und destruktiver Charakter
Eine besondere Rolle bei der Entwicklung der Konzeption des Todestriebs spielte für Freud dabei die Erfahrung des Ersten Weltkriegs, der ein bis dahin noch nie erlebtes Ausmaß an menschlicher Zerstörungslust offenbarte. Erich Fromm analysierte in seiner Schrift Anatomie der menschlichen Destruktivität (1973) unter anderem Adolf Hitler und Heinrich Himmler als „destruktive“, auf pathologische Weise vom Todestrieb beherrschte Charaktere.

## Rezeption
Freuds Konzeption eines Todestriebs, an der er bis zu seinem Tod festhielt, blieb auch unter orthodoxen Vertretern der Psychoanalyse heftig umstritten. Viele Analytiker verneinten die Hypothese eines ursprünglichen Todestriebs und versuchten stattdessen, Aggression als Reaktion auf Entsagungen und Frustrationen zu verstehen. Auch verleite das Todestriebmodell dazu, die produktiven Aspekte der Aggression zu übersehen.
Dennoch dauerte es über ein Jahrzehnt, bis sich innerhalb der Freud-Schule öffentliche Kritik artikulierte. Wilhelm Reich, in den 1920er Jahren eines der angesehensten Mitglieder der Internationalen Psychoanalytischen Vereinigung (IPV), schrieb 1931 einen Artikel, in dem er behauptete, die Todestriebtheorie widerlegt zu haben. Freud fasste nach der Lektüre des Manuskripts laut seinem Tagebuch den Entschluss, „Schritte gegen Reich“ zu unternehmen. Er ließ den Artikel zwar passieren, bewirkte aber, dass Reich 1934 aus der IPV ausgeschlossen wurde.
Die Debatte über den Todestrieb wurde innerhalb der Psychoanalyse sehr heftig geführt, da sie z. T. auch ideologische Ebenen berührte. Kommunistisch und marxistisch orientierte Psychoanalytiker wie Wilhelm Reich oder Otto Fenichel wandten sich entschieden gegen das Postulat eines Todestriebes jenseits des Lustprinzips.
Auch, so wurde kritisiert, lasse sich mit einer solchen Theorie Krieg und Völkermord sowie soziale und ökonomische Ausbeutung etc. durch Rückführung auf eine biologische Ebene als unabänderlich legitimieren. Die kritische Analyse der konkreten Ursachen für Aggression und Zerstörungswut werde damit hinfällig. Für Reich sind diese Phänomene nicht jenseits, sondern innerhalb des Lustprinzips zu verstehen: Erst die durch die gesellschaftlichen Institutionen (Familie bis Staat) vermittelte Unterdrückung und Entfremdung von den libidinösen Grundbedürfnissen forme freiheitsunfähige und die Freiheit, hiermit auch die Sexualität, hassende Menschen mit einer sado-masochistischen Grundstruktur.
Die Auseinandersetzung zwischen Sigmund Freud und Wilhelm Reich über den Todestrieb ist auch der zentrale Ausgangspunkt im Buch Der Urschock: unsere Psyche, die Kultur und der Tod des italienischen Psychoanalytikers Luigi De Marchi, des Verfassers der ersten umfangreichen Monographie über Leben und Werk von Reich. Für De Marchi ist die Abwehr des Todes der Schlüssel zum Verständnis der gesamten menschlichen Kulturgeschichte. Dementsprechend interpretiert er die theoretische Kontroverse zwischen Freud und Reich als Ausweichen vor dem tieferen Problem: „Reich hat sicherlich Recht: Es gibt in der Tat keinen Todestrieb. Es gibt keinen unbewußten Wunsch nach Selbstzerstörung, wie es Freud so sonderbar wie hartnäckig angenommen hat, um ein Phänomen wie den Masochismus zu deuten. (...) Aber auch Reich ist nicht im Besitz der ganzen Wahrheit. Denn wenn es wahr ist, daß die Neigung des Menschen, sich und anderen furchtbares Leid aufzuerlegen, häufig Folge einer vergifteten Gesellschaft ist, so ist aber ebenfalls wahr, daß es etwas viel Schrecklicheres gibt als den Todestrieb, wie ihn Freud angenommen und Reich bestritten hat: Es gibt den Tod, die Angst vor dem Tod und, beim Menschen, das Bewußtsein vom Tode.“ (kursiv im Original).
Andere Nachfolger Freuds, vor allem aus den Schulen Melanie Kleins und Jacques Lacans, verteidigten die Idee des Todestriebs ausdrücklich. So schreibt Lacan: „Wer […] den Todestrieb aus seiner Lehre weglässt, verkennt diese total.“ (Lacan: Subversion des Subjekts, S. 177)
Lacan weicht jedoch von Freuds Konzeption entscheidend ab, wenn er den Todestrieb nicht als einzelnen Trieb versteht, sondern als Aspekt, der jedem Trieb innewohnt. Auch identifiziert er den Todestrieb nicht mit der Rückkehr zum Anorganischen, also einen vorkulturellen Zustand der Natur, sondern als Bestandteil von Kultur selbst: Der Todestrieb ist für ihn kein biologischer Begriff, sondern gehört der „symbolischen Ordnung“ an. (vgl. Evans: Wörterbuch der Lacanschen Psychoanalyse, S. 307 f.)
Im Anschluss an Lacan deutet auch Slavoj Žižek den Todestrieb:

„Der Freudsche Todestrieb hat nicht das geringste mit dem Verlangen nach Selbstvernichtung, nach einer Rückkehr zur anorganischen Abwesenheit jeglicher Lebensspannung zu tun; er ist vielmehr genau das Gegenteil des Sterbens – ein Name für das ‘untote’, ewige Leben selbst, für das schreckliche Schicksal, im endlosen Wiederholungskreislauf des Umherwandelns in Schuld und Schmerz gefangen zu sein. Das Paradox des Freudschen ‘Todestrieb’ ist folglich, daß Freud damit dessen genaues Gegenteil bezeichnet, nämlich die Art, wie die Unsterblichkeit innerhalb der Psychoanalyse erscheint, einen unheimlichen Exzeß des Lebens, einen ‘untoten’ Drang, der über den (biologischen) Kreislauf von Leben und Tod, von Entstehen und Vergehen hinaus persistiert. Die eigentliche Lehre der Psychoanalyse ist, daß das menschliche Leben nie einfach ‘nur Leben’ ist: Menschen sind nicht einfach lebendig, sie sind besessen von dem seltsamen Trieb, das Leben exzessiv zu genießen, und hängen leidenschaftlich an einem Überschuß, der hervorsticht und den normalen Gang der Dinge zum Scheitern bringt.“

In den Arbeiten Catherine Malabous kommt dem Theorem des Todestriebs eine wichtige Rolle dabei zu, das Verhältnis von Neurowissenschaften, Psychoanalyse, Philosophie und Ideologiekritik vermittels des Begriffs der Plastizität neu zu denken.
Der Psychoanalytiker Kurt R. Eissler war ebenfalls ein Verteidiger des Todestriebkonzeptes Freuds. In seiner Schrift Todestrieb, Ambivalenz, Narzißmus argumentiert Eissler: „Der Todestrieb war sozusagen bereits da, als die Kanäle libidinöser Triebabfuhr sich entwickelten. Weil der Lebensvorgang per se dem Todestrieb dient, brauchte letzterer keine besonderen Abfuhrwege.“